# Епархия Ибы
Епархия Ибы (лат. Dioecesis Ibana) — епархия Римско-Католической церкви с центром в городе Иба, Филиппины. Епархия Ибы входит в митрополию Сан-Фернандо. Кафедральным собором епархии Ибы является церковь святого Августина. 

## История
12 июня 1955 года Римский папа Пий XII выпустил буллу Venisse Christum, которой учредил апостольскую префектуру Ибы, выделив её из архиепархии Сан-Фернандо.
15 ноября 1982 года Римский папа Иоанн Павел II издал буллу Cum Decessores, которой преобразовал территориальную прелатуру Ибы в епархию.

## Ординарии епархии
- епископ Henry Byrne (1956 — 1983);
- епископ Paciano Basilio Aniceto (1983 — 1989);
- епископ Deogracias Iñiguez (1989 — 2003);
- епископ Florentino Galang Lavarias (2004 — по настоящее время).

## Источник
- Annuario Pontificio, Libreria Editrice Vaticana, Città del Vaticano, 2003, ISBN 88-209-7422-3
- Булла Venisse Christum, AAS 47 (1955), стр. 708  (лат.)
- Булла Cum Decessores, AAS 75 (1983), стр. 357  (лат.)